# Ankara Cup
A Ankara Cup foi um torneio para tenistas profissionais, disputado em quadras duras cobertas em Ancara, Turquia. 

## Histórico
O evento é classificado como um torneio de Circuito feminino da ITF de US$ 50.000 e foi realizado anualmente em Ancara, Turquia, de 2011 a 2016.

## Finais

### Simples
| Ano  | Campeã              | Vice-campeã        | Resultado          |
| ---- | ------------------- | ------------------ | ------------------ |
| 2016 | Ivana Jorović       | Vitalia Diatchenko | 6–4, 7–5           |
| 2015 | Ivana Jorović       | Çağla Büyükakçay   | 7–6(7–3), 3–6, 6–2 |
| 2014 | Aleksandra Krunić   | Akgul Amanmuradova | 3–6, 6–2, 7–6(8–6) |
| 2013 | Vitalia Diatchenko  | Marta Sirotkina    | 6–7(3–7), 6–4, 6–4 |
| 2012 | Ana Savić           | Monica Puig        | 5–7, 6–3, 6–4      |
| 2011 | Kristina Mladenovic | Valeria Savinykh   | 7–5, 5–7, 6–1      |

### Duplas
| Ano  | Campeãs                                      | Vice-campeãs                         | Resultado        |
| ---- | -------------------------------------------- | ------------------------------------ | ---------------- |
| 2016 | Anna Blinkova Lidziya Marozava               | Sabina Sharipova Ekaterina Yashina   | 4–6, 6–3, [11–9] |
| 2015 | María José Martínez Sánchez Marina Melnikova | Paula Kania Lesley Kerkhove          | 6–4, 5–7, [10–8] |
| 2014 | Ekaterine Gorgodze Nastja Kolar              | Oleksandra Korashvili Elitsa Kostova | 6–4, 7–6(7–5)    |
| 2013 | Yuliya Beygelzimer Çağla Büyükakçay          | Eleni Daniilidou Aleksandra Krunić   | 6–3, 6–3         |
| 2012 | Magda Linette Katarzyna Piter                | Irina Buryachok Valeria Solovyeva    | 6–2, 6–2         |
| 2011 | Nina Bratchikova Darija Jurak                | Janette Husárová Katalin Marosi      | 6–4, 6–2         |